# Mauskogen

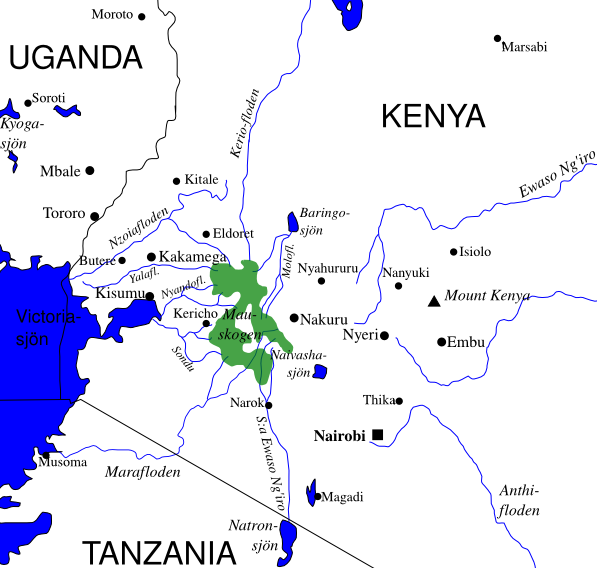
Mauskogen och några av de floder som tar sin början där.

Mauskogen är ett stort skogsområde på västra Rift Valley-slänten i västra Kenya. Den utgör med sina 273 300 hektar det största skogsområdet i Östafrika och är startpunkt för en stor mängd större och mindre floder, bland andra Södra Ewaso Ng'iro, Sondufloden, Marafloden och Njorofloden. De floderna matar i sin tur Victoriasjön, Nakurusjön och Natronsjön.
Mauskogen har ett rikt djurliv, med flera endemiska fågelarter. Skogen hotas dock av exploatering, vilket har lett till en intensiv debatt i Kenya om eventuell evakuering av boende där.
Traditionellt har Mauskogen varit hem åt Okiekfolk, men under senare delen av 1900-talet flyttade många nybyggare till området. En utredning 2004 kom till slutsatsen att många nybyggare fått land i skogen på olagligt vis av dåvarande regeringspartiet Kanu, och rekommenderade att invånare i skogen skulle omlokaliseras. 2008 utfärdade premiärminister Raila Odinga en order om att skogen skulle avfolkas för att förhindra vidare förstöring och en hotande miljökatastrof. Han har dock mött hårt motstånd från Rift Valleypolitiker.